# ВЛП-МЛТИ-1
ВЛП-МЛТИ-1 — опытные сочленённые узкоколейные паровозы типа 0-2-0+0-2-0, разработанные Московским лесотехническим институтом в 1947 г и построенные в 1949 г.

## Конструкция
На паровозах вместо стандартного газотрубного парового котла были применены водотрубные с шахтными дровяными топками и конденсацией пара. Паровые машины были двухцилиндровые V-образные, парораспределение было клапанное. Силовое оборудование паровозов было заимствовано у опытного автотягача НАМИ-012.
Рама паровоза была взята с мотовоза серии МД-54. Трансмиссия паровоза серии ВЛП-МЛТИ-1 также была мотовозного типа и состояла из передаточной реверсивной коробки, двух карданных валов, раздаточных коробок и четырёх цепей.

## Судьба паровозов
Один из паровозов поступил на территорию ЦНИИМЭ для показа специалистам, второй проходил испытания на Балакиревской лесовозной УЖД.